# San Esteban Atatlahuca
San Esteban Atatlahuca es una localidad del estado mexicano de Oaxaca, asentada en la Mixteca oaxaqueña y es cabecera del municipio del mismo nombre.

## Toponimia
San Esteban por el Santo Patrón, Atatlahuaca, proviene del Náhuatl y significa “Tierra Colorada entre dos ríos”. 

## Cultura y tradiciones
Existen Iglesia del siglo XVII en la cabecera municipal y también en Mier y Terán. Entre las fiestas populares se encuentran la del 3 de agosto (fiesta Patronal de San Esteban), 31 de diciembre (fin de Año), 14 de junio (fiesta de San Antonio) y 3 de mayo (fiesta de la Santa Cruz). También existe un carnaval, Las Mascatitas, el cual se celebra desde el 6 de enero hasta el 2 de febrero.
El traje de la mujer nahua es de color negro de tela de borrego, una blusa con colores vivos con huaraches.
El traje del hombre usa calzón y camisa de manta, huaraches y un sombreo de palma de lona.
La gastronomía típica podemos encontrar: Pozole, Tepache, Pulque y Mole amarillo.
Existe una zona arqueológica abandonada de los Mixtecos (Yucunukee). También en el municipio se puede encontrar una piedra tallada que proviene igual de origen Mixteco.